# Kepler-150
Kepler-150 (precedentemente nota come KOI-408) è una stella nana gialla situata nella costellazione della Lira di magnitudine 13,8, attorno alla quale, tra il 2014 e il 2017, sono stati scoperti cinque pianeti extrasolari. La stella, distante circa 2982 anni luce dalla Terra, è leggermente più piccola e fredda del Sole, avendo un raggio del 94% di quello della nostra stella e una temperatura superficiale attorno ai 5560 kelvin.

## Sistema planetario
La scoperta dei pianeti è avvenuta tramite il metodo del transito analizzando i dati del telescopio spaziale Kepler.
I pianeti hanno un raggio compreso tra 1,26 e 3,69 raggi terrestri, mentre i periodo orbitali vanno da 3,43 a 637,21 giorni. Il pianeta più esterno, confermato nel 2017, si trova nei pressi del limite più esterno della zona abitabile, e nonostante sia un gigante gassoso delle dimensioni di Nettuno, è possibile che un'ipotetica esoluna di tipo roccioso attorno a esso abbia le condizioni favorevoli per sostenere acqua liquida in superficie.
La tabella seguente elenca le principali caratteristiche dei pianeti, anche se alcune non sono ancora conosciute:
| Pianeta | Massa | Raggio  | Periodo orb.  | Sem. maggiore | Incl. orbita | Scoperta |
| ------- | ----- | ------- | ------------- | ------------- | ------------ | -------- |
| b       | -     | 1,26 R⊕ | 3,43 giorni   | 0,044 UA      |              | 2014     |
| c       |       | 3,69 R⊕ | 7,38 giorni   | 0,073 UA      |              | 2014     |
| d       |       | 2,79 R⊕ | 12,56 giorni  | 0,104 UA      |              | 2014     |
| e       |       | 3,12 R⊕ | 30,83 giorni  | 0,189 UA      |              | 2014     |
| f       | 9 M⊕  | 3,64 R⊕ | 637,21 giorni | 1,24 UA       | 90.0°        | 2017     |